# インペリテリ
インペリテリ（Impellitteri）は、アメリカのヘヴィメタル・バンド。1987年にギタリストのクリス・インペリテリによって結成された。

## 来歴
1987年、クリス・インペリテリがロブ・ロックと共に結成し、EP『インペリテリ』を発表。しかしバンドの名を世間に知らしめたのは、翌1988年にグラハム・ボネットを迎えて発表した『スタンド・イン・ライン』であった。その後はロブをボーカルとして順調に活動を続けていたが、2002年には再びグラハムをボーカルに迎えた『システムX』を発表し、話題となった。2003年以降は、従来の音楽性がアメリカで支持を得られないことなどを理由にロブと袂を分かち、若手ボーカリストのカーティス・スケルトンを起用してよりヘヴィな音楽性を模索している。2008年、結局カーティス・スケルトンが脱退し、かねてからウェブ上にて「サプライズニュースがある」と告知していたリードシンガーの席だが、ロブ・ロック復帰という「サプライズ」というより「自然な形」となった。

## 音楽性
イングヴェイ・マルムスティーンのクローンと揶揄されるほど技巧的なクリスのギタープレイと、グラハムやロブによる力強いハイトーンボーカル、クイーンを彷彿とさせるようなコーラスハーモニーを中心とするネオクラシカルメタルで有名である。しかし実際はクリスの奏法はイングヴェイとはかなり異なり、エコノミーピッキングを極力避けたフルオルタネイトピッキングが特徴である。特に複雑な多弦アルペジオでも肘の関節を正確かつ大きく使いオルタネイトピッキングにパワーを付加している点は他のギタリストにはあまり見られない。それゆえ肘にばかり目が行くが、実はピッキング時の親指の曲げ具合の変化など細かな点まで気を使っている。
1992年の『グリン・アンド・ベアー・イット』ではあえて速弾きを抑え、ポップな楽曲やファンク・ロック要素を取り入れたりと、普遍的なアメリカン・ハードロック的な路線に転向。前作を超える強力なネオクラシカルメタルを求めていたファンから失望の声が上がり、それ以降90年代は従来のネオクラシカルメタルに徹することとなった(本人も言及しているが、クリスはほとんど全ての音楽を弾くことができるが、商業的理由(固定ファン層からの反発など)から音楽性、テクニックの多くを封印している)。当然アメリカでは苦戦を強いられ、ヨーロッパと日本を主なマーケットとせざるを得なかった。1993年のEP『ヴィクティム・オブ・システム』から、翌年1994年の『アンサー・トゥ・マスター』、1996年の『スクリーミング・シンフォニー』、1997年の『アイ・オブ・ザ・ハリケーン』までは純粋なネオクラシカルメタルに徹していたが、2000年の『クランチ』で部分的にヘヴィ・ロック的な方向性を模索した。グラハムが一時的に復帰した『システムX』(2002年)を挟み、アメリカでメタルコアを中心としたメタルのブームが起こってきたことから、ボーカルをカーティス・スケルトンに替えてメタルコア的な要素も持つ『ペダル・トゥ・ザ・メタル』を2004年に発表。インタビューではイン・フレイムスの音楽性に感銘を受けたとも語っていた。その後の2009年、9年ぶりにロブが復帰。ネオクラシカルメタルにメタルコアを折衷させた方向性になった『ウィキッド・メイデン』を発表。傍ら2011年には、アニメタルUSAに参加。2014年まで活動。2015年にはさらにネオクラシカル的方向性を強調した『ヴェノム』を発表。2018年には、メタルコア要素がほぼ無くなり、ネオクラシカルメタルに完全復帰した『ザ・ネイチャー・オブ・ビースト』を発表した。

## メンバー

### 現ラインナップ
- クリス・インペリテリ (Chris Impellitteri) – ギター (1987年–1990年、1992年– )、ベース (1987年)
- ジェイムス・アメリオ・プーリ (James Amelio Pulli) – ベース (1992年– )
- ロブ・ロック (Rob Rock) – リード・ボーカル (1987年–1988年、1992年–2000年、2008年– )
- パトリック・ヨハンソン (Patrick Johansson) – ドラム (2018年- 、ツアー2016年)

### 旧メンバー
- グラハム・ボネット (Graham Bonnet) – リード・ボーカル (1988年–1990年、2000年–2002年)
- マーク・ウェイツ (Mark Weitz) – リード・ボーカル (1990年)
- カーティス・スケルトン (Curtis Skelton) – リード・ボーカル (2003年–2008年)
- テッド・デイズ (Ted Days) – ベース (1987年–1988年)
- チャック・ライト (Chuck Wright) – ベース (1988年、1992年)
- デイヴ・スピッツ (Dave Spitz) – ベース (1988年–1990年)
- ロニー・シルヴァ (Loni Silva) – ドラム (1987年–1988年)
- パット・トーピー (Pat Torpey) – ドラム (1988年) ※2018年死去
- ステット・ハウランド (Stet Howland) – ドラム (1988年–1990年)
- ケン・メアリー (Ken Mary) – ドラム (1992年、1994年–1999年)
- マーク・ビスタニー (Mark Bistany) – ドラム (1992年–1994年)
- フィル・ウォルフ (Phil Wolfe) – キーボード (1988年–1990年)
- クロード・シュネル (Claude Schnell) – キーボード (1990年、1993年)
- エド・ロス (Ed Roth) – キーボード (1995年–2007年)
- グレン・ソーベル (Glen Sobel) – ドラム (1999年–2009年)
- ブランドン・ワイルド (Brandon Wild) – ドラム (2009年–2012年)
- ジョン・デッテ (Jon Dette) – ドラム (2012年–2018年)

## ディスコグラフィ

### スタジオ・アルバム
- 『スタンド・イン・ライン』 - Stand in Line (1988年)
- 『グリン・アンド・ベアー・イット』 - Grin and Bear It (1992年)
- 『アンサー・トゥ・ザ・マスター』 - Answer to the Master (1994年)
- 『スクリーミング・シンフォニー』 - Screaming Symphony (1996年)
- 『アイ・オブ・ザ・ハリケーン』 - Eye of the Hurricane (1997年)[2]
- 『クランチ』 - Crunch (2000年)
- 『システムX』 - System X (2002年)
- 『ペダル・トゥ・ザ・メタル』 - Pedal to the Metal (2004年)
- 『ウィキッド・メイデン』 - Wicked Maiden (2009年)
- 『ヴェノム』 - Venom (2015年) ※アートワークはJupiterのギタリスト・TERUが手がけた。
- 『ザ・ネイチャー・オブ・ザ・ビースト』 - The Nature of the Beast (2018年) ※アートワークは前作に引き続きTERUが手がけた。
- 『ウォー・マシン』 - War Machine (2024年)

### ライブ・アルバム
- Live! Fast! Loud! (1998年) ※公式ファンクラブより発売

### EP
- 『インペリテリ』 - Impellitteri (1987年)
- 『ヴィクティム・オブ・ザ・システム』 - Victim of the System (1993年)
- 『フュエル・フォー・ザ・ファイア』 - Fuel for the Fire (1997年)

### コンピレーション・アルバム
- 『ヴェリー・ベスト・オブ・インペリテリ〜光速伝説』 - The Very Best of Impellitteri: Faster Than the Speed of Light (2002年)
- 『ザ・コンプリート・ビースト 1987-2000』 - The Complete Beast 1987 - 2009 (2023年)

## 来日公演

### 単独公演
- Stand in Line Tour（1988年）
  - 7月17日 東京 日清パワーステーション
- Answer to the Master Tour（1995年）
  - 2月23日 大阪 難波W'OHOL
  - 2月24日 名古屋 DIAMOND HALL
  - 2月26日・27日・28日 東京 LIQUIDROOM
  - 3月02日 川崎 クラブチッタ川崎
  - 3月05日 札幌 札幌市民会館
- Screaming Symphony Tour（1996年）
  - 11月13日 札幌 サッポロファクトリーホール
  - 11月14日 大阪 難波W'OHOL
  - 11月16日 名古屋 名古屋ボトムライン
  - 11月17日・18日 東京 LIQUIDROOM
- Eye of the Hurricane Tour（1998年）
  - 7月13日・14日 東京 ON AIR EAST
  - 7月15日 札幌 PENNY LANE 24
  - 7月17日 名古屋 DIAMOND HALL
  - 7月18日 大阪 松下IMPホール
- Petal to the Metal Tour（2004年）
  - 7月07日 名古屋 ボトムライン
  - 7月09日 大阪 BIGCAT
  - 7月10日 川崎 クラブチッタ川崎
- ～Melodic Power Metal Night Vol.12～（2009年）
  - 7月22日 大阪 心斎橋CLUB QUATTRO
  - 7月23日 東京 渋谷 O-EAST
- Imperritteli “Venom” Japan Tour 2015 〜Melodic Power Metal Night Vol.16〜（2015年）
  - 5月28日 東京 TSUTAYA O-EAST
  - 5月29日 大阪 梅田クラブクアトロ
  - 5月31日 広島 広島クラブクアトロ
- 30th ANNIVERSARY JAPAN TOUR 2019（2019年）
  - 6月1日 東京 豊洲PIT
  - 6月3日 名古屋 名古屋クラブクアトロ
  - 6月4日 大阪 梅田クラブクアトロ
- WAR MACHINE JAPAN TOUR 2025（2025年）
  - 3月10日 東京 Spotify O-EAST
  - 3月11日 名古屋 名古屋クラブクアトロ
  - 3月13日 大阪 梅田クラブクアトロ

### フェス
- KIRIN DRY GIGS'88（1988年）
  - 7月24日 東京 東京ドーム